# Moschus

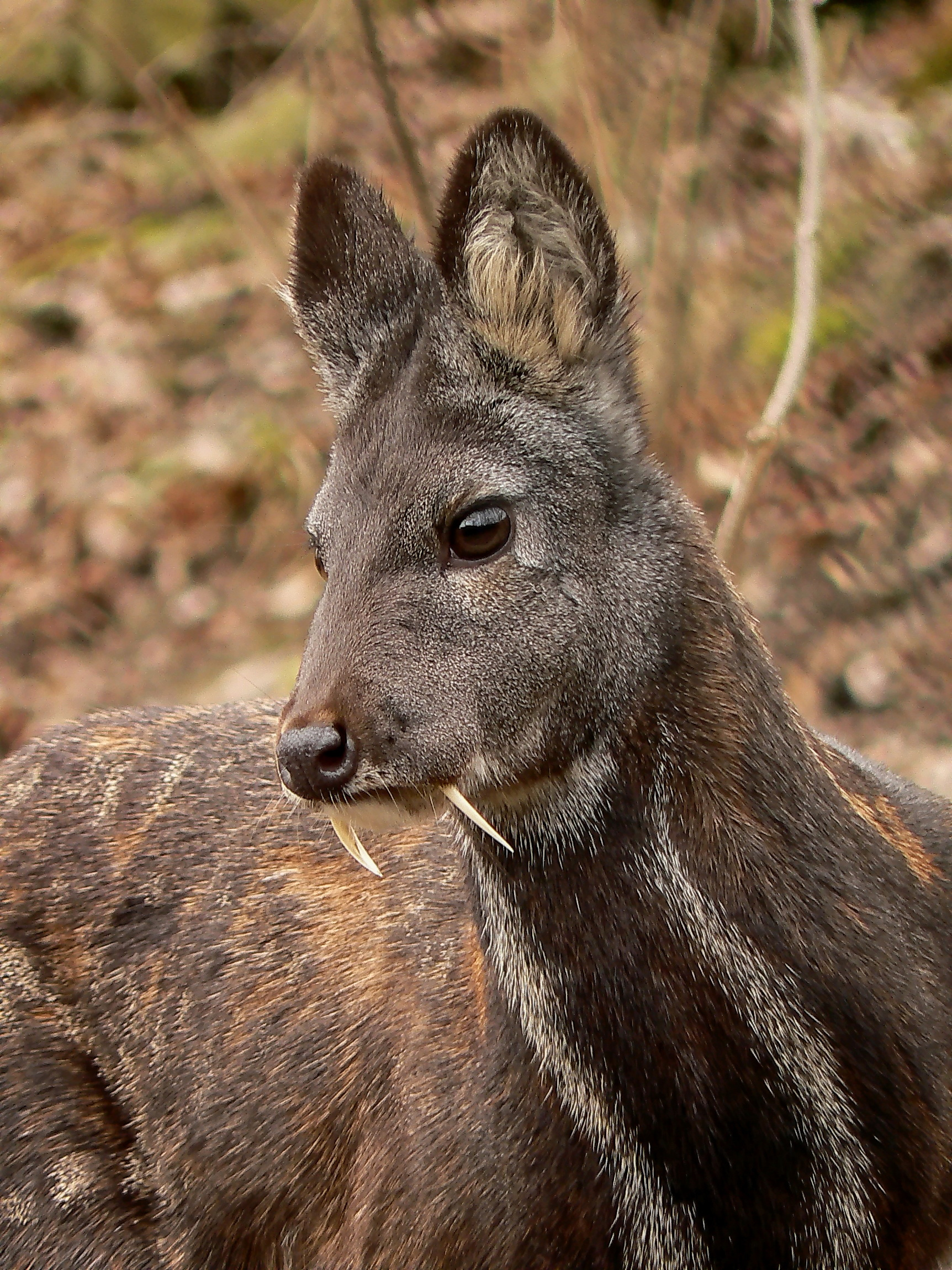
Sibirisches Moschustier (Moschus moschiferus)

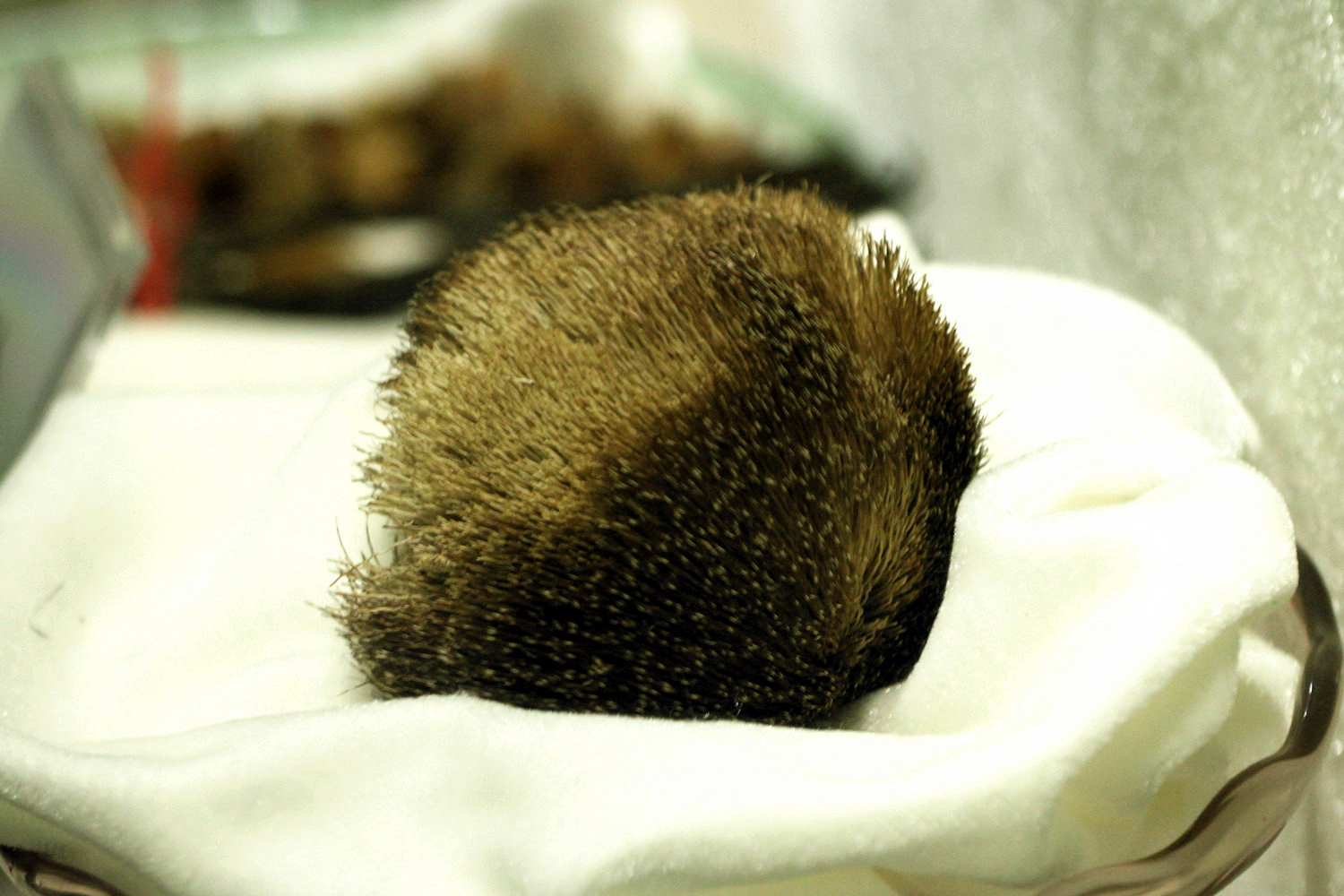
Moschusbeutel

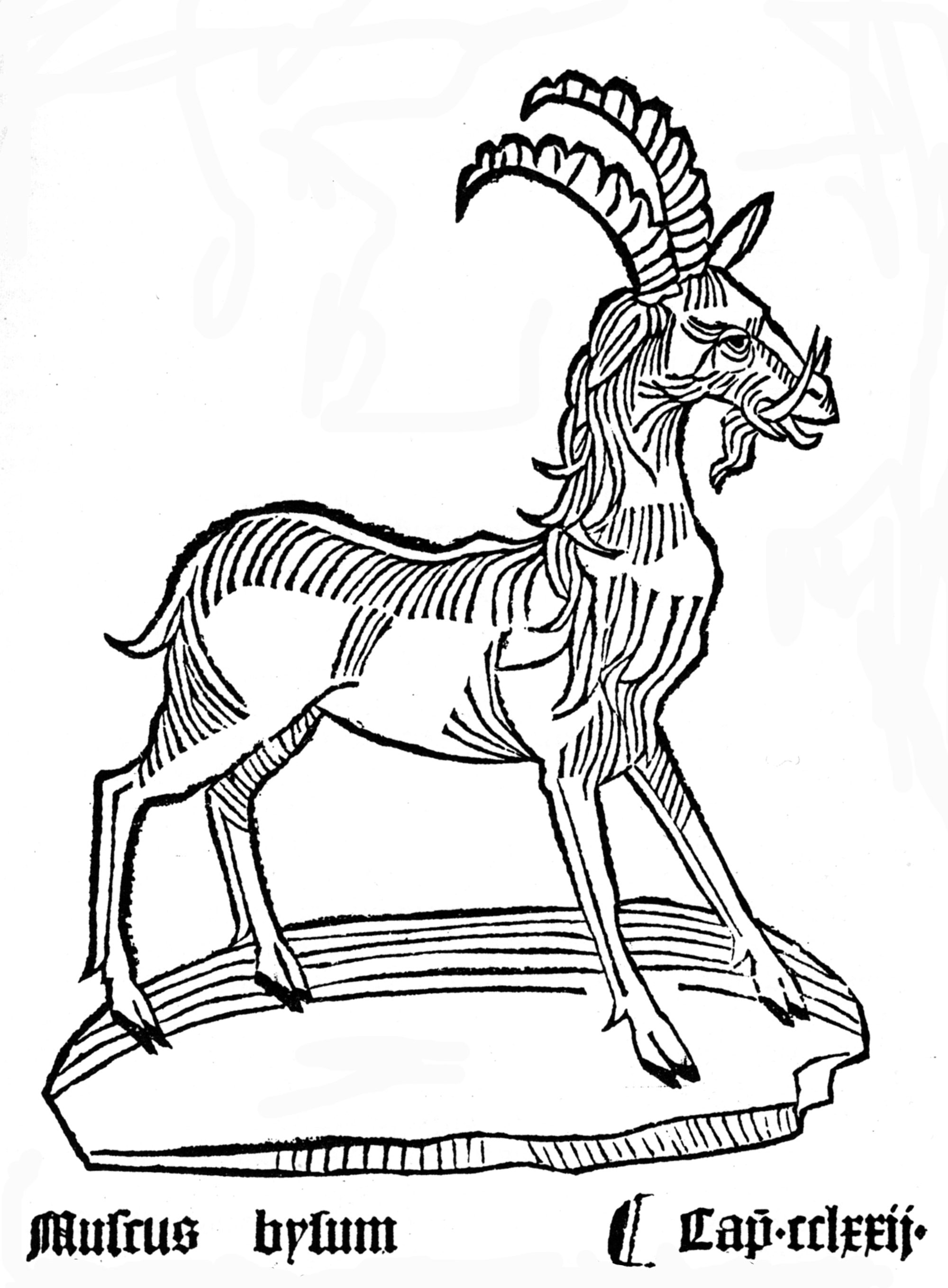
Phantasierte Abbildung eines Moschustiers im Gart der Gesundheit. Mainz 1485

Moschus (deutsch seit dem 17. Jahrhundert; wie lateinisch muscus von griechisch μόσχος moschos und dies laut Walde und Hofmann über altpersisch musk von altindisch muskah, ‚Hoden‘), in älteren Texten auch als (eine Art von) Bisam bezeichnet, ist das getrocknete, pulverförmige und stark riechende Sekret (Präputialsekret) aus dem haarigen Moschusbeutel (Präputialdrüse zwischen Nabel und Penis) vom männlichen Moschustier.
Zur Sekretgewinnung musste man bis Ende der 1950er-Jahre noch die Moschushirsche töten; heute werden in China Moschusfarmen betrieben, in denen durch Ausschaben der Drüse jährlich etwa 10 Gramm Sekret pro Moschushirsch gewonnen werden. Allerdings ist hier die Qualität viel schlechter und die Menge deutlich geringer. Zudem werden die Hirsche traumatisiert und können dann auch sterben. Die rötlich-braune, salbige Masse (der Moschus) wird nach dem Trocknen bröcklig und dunkelbraun. Die bis etwa 50 Gramm schweren Beutel enthalten bei wilden Tieren etwa zur Hälfte den Moschus. Heute werden industriell hergestellte Ersatzstoffe bei Herstellung von Parfüms und Seifen verwendet. Moschus enthält Bestandteile, die Strukturähnlichkeiten mit Pheromonen haben und aphrodisierend wirken sollen.

## Moschusduft
Als Bestandteil von Parfüms soll der Duft von Moschus eine „animalische“ und eine „strahlend-süße“ Duftnote vereinen. Das „animalische Element“ vermittle beim Menschen Wärme und damit Empfindungen der Geborgenheit sowie des sexuellen Reizes. Der Duftstoff soll dabei sparsam und unterhalb der Grenze bewusster Wahrnehmung eingesetzt werden. Moschusnoten werden nicht nur als Duftstoffe eingesetzt, sondern finden sich vereinzelt auch als Aromen in Lebensmitteln. So werden z. B. in Australien Süßigkeiten mit Moschusgeschmack vertrieben.

## Natürlicher Moschus
Der deutsche Chemiker Heinrich Walbaum (1864–1946) konnte im Jahre 1906 die Hauptkomponente von Moschus in Form weißer Kristalle isolieren. Er nannte die Verbindung Muscon, die Struktur wurde 1926 von Lavoslav Ružicka geklärt.
Moschus wurde früher auch zur Verfälschung des ebenfalls als Duftdroge gebrauchten Ambra verwendet. Moschus hingegen wurde mit trockenem Brot oder Bocksblut verfälscht. Natürliches Muscon wird aus Moschus gewonnen, der schon seit Jahrhunderten als Parfum dient. Es ist eine ölige Flüssigkeit, die in der Natur als Enantiomer (R)-(−)-3-Methylcyclopentadecanon vorgefunden wird. Ursprünglich wurde nur das Sekret aus einer Drüse am Bauch der Moschustiere vor den Geschlechtsorganen „Moschus“ genannt. Bereits im Altertum war Moschus über die Vermittlung durch die Perser bekannt; Moschushirsche lebten an den Ostgrenzen ihres Reiches.
Der Begriff „Moschus“ wird auch auf Drüsensekrete anderer Tiere und auf Pflanzensäfte, die einen ähnlichen Geruch haben, angewandt. Unter den Tieren sondern Moschusochsen, Moschusböcke, Bisamratten, Desmane und Moschusenten solchen „falschen Moschus“ ab; bei den Pflanzen sind dies beispielsweise der Abelmoschus, Olearia argophylla (australisches Bisamholz), die Duftende Bisamblume, die Gauklerblume, die Moschus-Malve, die Rosa moschata (gefüllte Sorten), das Moschuskraut oder die Muskatnuss. Hypoestes moschata aus Australien sondert einen starken Moschusduft ab, sowie auch Trichilia moschata.

## Zusammensetzung

Strukturformel von Muscon

### Geschichte

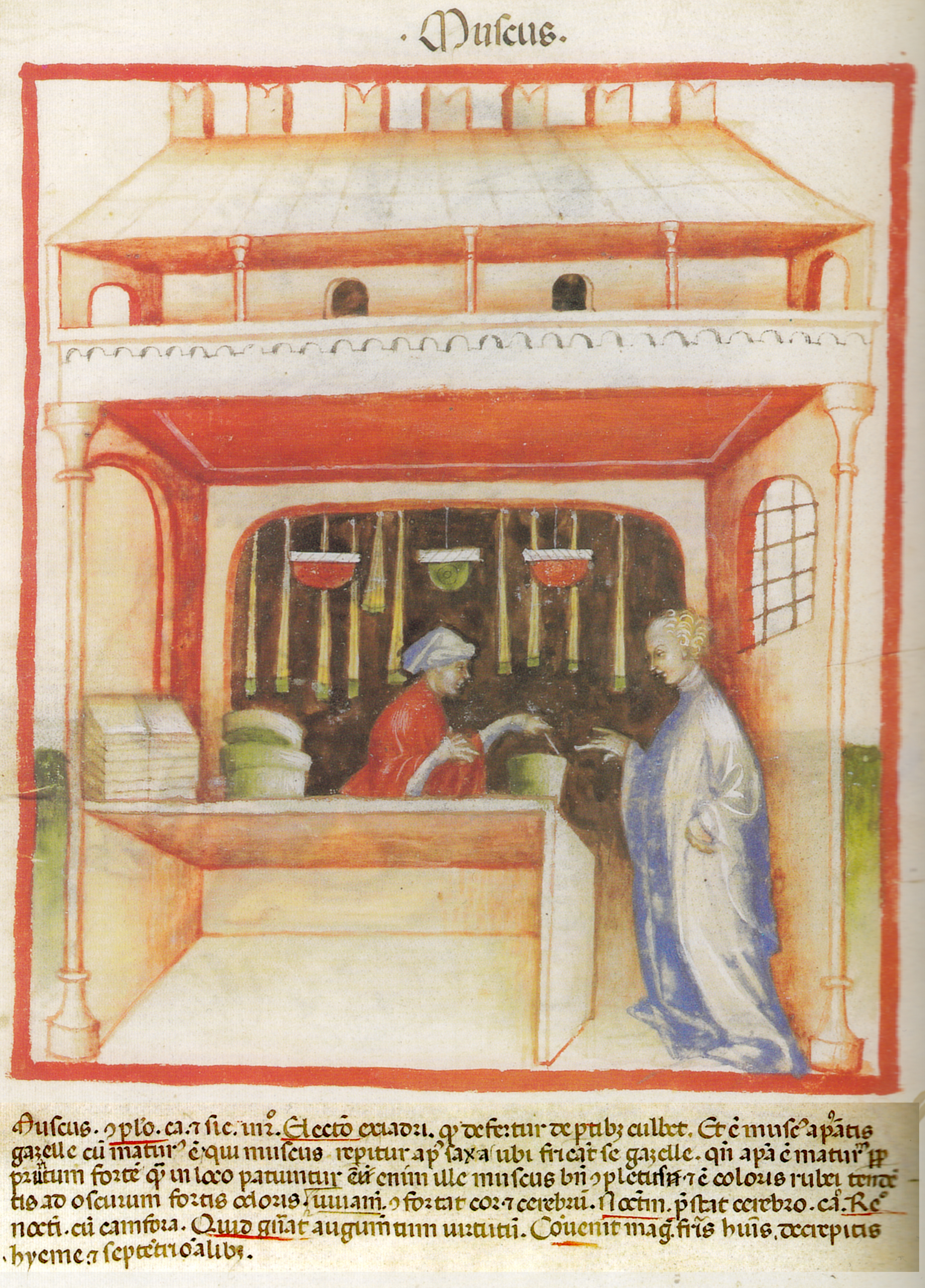
Abbildung und Text zum Kapitel Muscus im Tacuinum sanitatis in medicina, 12. Jh.

Die europäischen Medizinschriftsteller der Antike, so auch Dioskurides, Plinius und Galen, erwähnten den Moschus nicht. Erst die arabischen Ärzte berichteten über diese als äußerst kostbar angesehene Droge, die von einem in „Indien“, also im Himalaya, lebenden gazellenähnlichen Tier stamme, das „zwei weiße lange Zähne wie zwei Hörner“ habe. Im 4. Jahrhundert gelangte dann der mittelpersische Name muschk als muscus auch ins Abendland (so bei Hieronymus und später im Circa instans). Gemäß Zekert wurden besondere Zuckerzeltchen (Trochisci Aliptae moschatae) mit Moschus hergestellt. Ein zusammengesetztes Arzneimittel (Kompositum), das meist in Form von Zeltchen (Trochisci) aufbewahrt bzw. angeboten wurde, wurde lateinisch Gallia muscata genannt und wurde unter Zusatz von Moschus – etwa nach dem Rezept eines Mesue – aus verschiedenen aromatischen Drogen hergestellt. Nach der Säftelehre wurde der Moschus als „warm und trocken im zweiten Grad“ eingestuft. Man schrieb ihm bis zum Beginn des 20. Jahrhunderts zu, allgemein kräftigend und belebend sowie nervenstärkend und krampflösend zu wirken.